# Achelata
Achelata is een infraorde van kreeftachtigen uit de klasse van de Malacostraca (hogere kreeftachtigen).

## Families
- Palinuridae Latreille, 1802
- Scyllaridae Latreille, 1825
- Synaxiidae Bate, 1881